# 美國政府停擺
在美國政治中，政府停擺或稱政府關閉（英語：government shutdown）指的是在国会无法通过足够的预算案的情况下，美國政府关闭一些政府机构，暂时停止提供“非必要服務”，相关的政府雇员停发工资以减少开支。通常在政府停擺後仍然維持運轉的聯邦機構與服務包括：气象、医疗、郵政、軍事、航空管制以及刑罰系統等。但这些机构的运作并没有法律保障，如果预算案迟迟不能通过，这些机构也有可能停止服务，不过这在现实中还没有发生过。历史上最长的停摆发生在2018年至2019年，长达35天。政府停擺可類比作私營經濟中的停工。
最近一次美国政府停摆发生在2018年12月22日，因參議院未能通過包含美墨築牆的臨時支出法案，總統川普拒絕簽署不含美墨築牆經費的臨時支出法案，導致美國政府停擺，是罕見經歷跨年、首次橫跨兩個國會屆別以及歷來最長的政府停擺事件。
有時聯邦政府會出于自己的考虑故意优先关闭受欢迎的联邦机构和服务，如国家公园、博物館、图书馆等，或者讓教師和消防員停工，对民众產生更大的心理影响，这种策略被称为华盛顿纪念碑综合症。

## 機制
在美國，按照1921預算與會計法案及1974美國國會預算暨截留控制法案等的要求，任何全權預算支出（discretionary spending）必須通過相應的年度政府歲出預算案（appropriation bill）的支持方有效。在歲出預算案因故延遲的情況下，政府可通過持續決議案（continuing resolution）對預算進行授權。若兩者皆未能按時頒佈，即稱作出現資金缺口（funding gap）。1981年，時任司法部長本傑明·希弗萊蒂對反超支法案（Antideficiency Act）進行了詮釋，要求當資金缺口出現時，關閉受影響的機構與服務，亦即開始政府停擺。

## 影響
聯邦政府停擺將會使部分公務員被迫接受無薪假。軍人及必要服務的僱員將會繼續工作，但其薪水可能無法按時支付。2013年停摆中，联邦政府有文职雇员超过200万，现役军人约140万，其中80万雇员休假。
在政府停擺下，具體哪些部門需要關閉等細節將由美国行政管理和预算局決定。但在過去出現的多起停擺事件中，國家公園與護照辦事處等機構無一次例外，均被迫關閉。包括軍人、聯邦執法機構的特工、聯邦醫院的醫生和護士、航空管制員等在內的“應急人員”將會維持工作。此外，由於1992年生效的美国宪法第二十七修正案规定议员不能修改自己的工资，因此國會議員的薪水也不受影響。郵政服務由於其獨立運作的性質一般而言也不會受到影響。
聯邦政府停擺在過去也曾對華盛頓哥倫比亞特區的市政府造成過影響，使得諸如公立學校與垃圾處理等設施與服務停工。

## 歷次美國政府停擺

### 地方政府
- 2005年紐約州伊利縣政府停擺[11][12][13]
- 2005年明尼蘇達州政府停擺[14]
- 2006年新澤西州政府停擺
- 2007年賓夕法尼亞州政府停擺[15][16]
- 2011年明尼蘇達州政府停擺[17]

## 其他國家或地區
其他國家或地區因為體系與美國不同，發生政府停擺的機會並不相同。（例如：如果預算案沒過，非內閣改組就是解散國會，不會讓政府運作停擺）

### 希臘
- 在國債危機發生至嚴重階段時，希臘曾經數次除了必須營運的機關外，其他機關近乎停擺。[18]

## 美國相關
- 餓死野獸
- 美國國債

## 外部連結
- House Committee on Rules: Government Report on Government Shutdowns
- Congressional Research Service: Shutdown of the Federal Government: Causes, Processes, and Effects （页面存档备份，存于）